# Língua candoshi

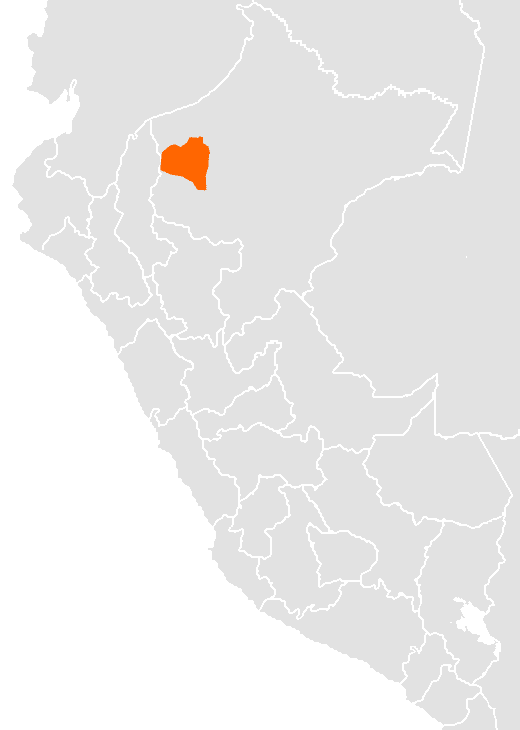
áreas do Candoshi

Candoshi-Shapra (ou  Candoshi, Candoxi, Kandoshi, Murato) é uma língua ameríndia falada por alguns milhares de pessoas no Peru, ao longo dos rios Morona, Pastaza, Huitoyacu, Chapulan . são dois os seus dialetos, Chapara (ou Shapra) e Kandoashi. 

## Falantes
A língua é oficial no Peru como são várias outras línguas nativas em suas áreas de influência e de predominância. Seus falantes têm orgulho de sua língua e cultura, o idioma cresce em uso e 88,5% são bilíngues em espanhol. A alfabetização em Candoshi é da ordem de 10 a 10 % e no espanhol de 15 a 25%. Já existe dicionário e gramática nessa língua. 

## Classificação
Candoshi não parece se relacionar com nenhuma outra língua existente. Poderia ser relacionada com a já extinta e muito pouco documentada Chirino. Quatro palavras Chirino são mencionadas na obra  Relación de la tierra de Jaén (1586), as quais se parecem com palavras do atual candoshi. Uma lista mais longa de palavras da Rabona (da atual fronteira com Equador) que aparece na mesma obra mostra semelhanças com termos candoshi para plantas.
Loukotka (1968) e Tovar (1984), perceberam conexões entre o candoshi e a  taushiro (ou Pinche). Kaufman (1994) propuseram uma família  Kandoshi–Omurano–Taushiro , sendo a Candoshi a mais distantes dentre as três. Porém, depois o mesmo Kaufman classificou somente Omurano e Taushiro (não Candoshi) entre as Macro-Andinas.

## Escrita
A língua Candoshi usa uma forma do alfabeto latino simplificada e adaptada à fonologia da língua.
Não se usam as letras F, G, J, Q, W, o C só se usa como Ch e o L só se usa duplicado. Usam-se as formas Nts, Nx, Sh, Ts.

## Amostra de texto
Iy tpotsini ichigoroni kis tamam zadkini, vatam tpotsiniva. Vatam ichigoroni magini tarova; ashiriya chinakaniya. Ashirocha, zovalliatsich tamaparia-ashiros sanpata chinagtsa atiniya.
Português
Todos os seres humanos nascem livres e iguais em dignidade e direitos. Eles são dotados de razão e consciência e devem agir uns em relação aos outros em espírito de fraternidade.
(Artigo 1 da Declaração Universal dos Direitos Humanos)